# Lophomyrmex quadrispinosus
Lophomyrmex quadrispinosus är en myrart som först beskrevs av Jerdon 1851.  Lophomyrmex quadrispinosus ingår i släktet Lophomyrmex och familjen myror. Inga underarter finns listade i Catalogue of Life.